# Bombus pomorum
Bombus pomorum là một loài ong trong họ Apidae. Loài này được Panzer miêu tả khoa học đầu tiên năm 1805.